# 汪孟德
汪孟德（1971年—）生于中国安徽，1997年毕业于南开大学审计专业学士学位，自2016年11月起担任融创中国执行董事与首席执行官，主导集团工作。

## 生平
1971年生于中国安徽。1997年毕业于南开大学审计专业，获学士学位。1997年-1999年，汪孟德供职于天津三星毛纺织有限公司，主要负责企业融资及会计管理工作。2006年10月，汪孟德入职融创中国。自2007年11月起，汪孟德被选为融创中国集团董事会成员。2012年11月-2015年9月期间，汪孟德出任融创中国总裁。2015年9月-2016年11月期间，汪孟德出任融创中国首席执行官。自2016年11月起，汪孟德出任融创中国执行董事与首席执行官。